# Samaco

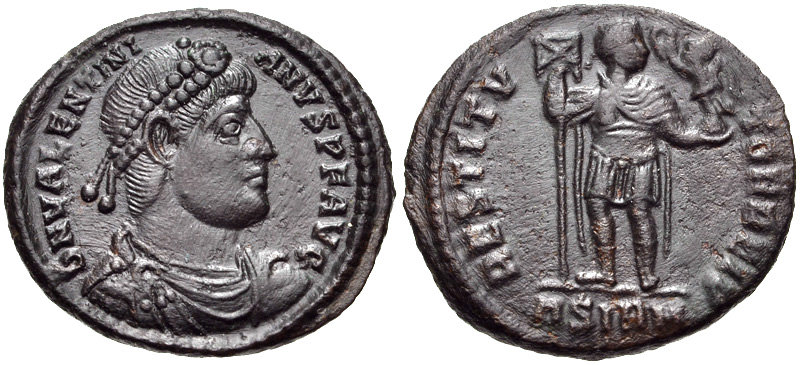
Fólis de r.

Samaco (Sammac), igualmente referido como Zamaco (Zammac) ou Salmaces, foi um mauro (berbere) do século IV, filho ilegítimo do rei Nubel e meio-irmão de Gildão, Mazuca, Mascezel, Círia, Dio e o usurpador Firmo (r. 372–375), que tentou reclamar o trono de Valentiniano I (r. 364–375). Com a morte de seu pai, possivelmente no final de 371 ou começo de 372, disputou sua sucessão com Firmo e foi assassinado por este.
Antes disso, Samaco era leal aos romanos, tendo controlado uma propriedade fortificada chamada Petra (próximo da moderna Ighzer Amokrane, Argélia), na região de Cabília, com a qual garantiu a lealdade à Roma das tribos mouriscas vizinhas. Sua morte nas mãos de Firmo fez com que o último adquirisse a inimizade do conde da África Romano. Os autores da PIRT identificam-o com Aurélio Samaco que morreu aos 55 anos em 5 de maio de 361 e foi sepultado em Altava, na Mauritânia Cesariense, uma associação questionada por razões cronológicas.